# Huỳnh đàn Biên Hòa
Dysoxylum hoaense là một loài thực vật có hoa trong họ Meliaceae. Loài này được (Pierre) Pellegr. mô tả khoa học đầu tiên năm 1911.